# ملعب بارادم
ملعب بارادم هو ملعب متعدد الاستخدامات في المكلا، اليمن مع سطح عشبي. يستخدم في الغالب لمباريات كرة القدم ويستخدم كملعب نادي شعب حضرموت. الملعب يستوعب 20 ألف شخص. 